# Lloyd Harris
Lloyd George Muirhead Harris (Ciudad del Cabo; 24 de febrero de 1997) es un tenista profesional sudafricano. Junto con Kevin Anderson son las principales figuras del tenis sudafricano actual. Su mejor ranking ATP es el puesto 31º del 13 de septiembre de 2021.
Harris ha ganado tres ATP Challengers individuales y dos Challenger de dobles. Ha conseguido también 13 títulos ITF individuales y 4 ITF dobles. Ha representado a Sudáfrica en la Copa Davis con un balance de victorias-derrotas de 11–4.
Norman McCarthy entrenó a Harris de junior y le llevó a ganar el Campeonato Nacional sudafricano y el Campeonato de  África. A los 16 años ingresó en la Anthony Harris Tennis Academy y fue becado por la fundación creada por Anthula Markowitz.

## Junior
En noviembre de 2012 Harris ganó su primer título ITF junior en el G5 de Windhoek, Namibia. En agosto de 2014 Harris representó a Sudáfica en la Olimpiada Juvenil de 2014. Como junior, Harris llegó hasta el puesto 38 de la Federación Internacional de Tenis (ITF), compilando un balance de victorias/derrotas de 73–44.

## Carrera

### 2015–2017
Harris pasó al tenis profesional en 2015, terminando el año en el puesto 358 de la ATP. Durante las temporadas de 2015 y 2016 Harris se dedicó sobre todo a torneos del ITF Futures tour. En junio de 2015 ganó su primer título individual ITF Futures, el Mozambique F2. Igualmente ganó su primer título de dobles ITF Futures en junio de 2015. En 2015 Harris alcanzó cinco finales ITF Futures, ganando cuatro. En 2016 Harris llegó a ocho finales ITF, ganando seis. En 2017 alcanzó las semifinales Challenger tour de Kyoto, Japón y Kaohsiung, China Taipéi y se clasificó para su primer torneo ATP World Tour en Antalya, Turquía

### 2018
Harris comenzó el año alcanzando cuatro finales ITF Futures, ganando tres. Su temporada de verano americana le proporcionó su primer título ATP Challenger: el campeonato de Kentucky Bank. En agosto se clasificó para su primer Gran Slam, el US Open de 2018. En septiembre Harris ganó su primer partido ATP World Tour derrotando a Gael Monfils 3–6, 6–2, 6–1 en la primera ronda del Chengdu Open (torneo ATP 250) en China. El 7 de octubre de 2018 ganó su segundo título ATP Challenger derrotando a Marc Polmans 6–2, 6–2 en la final del Stockton Challenger.

### 2019
En enero Harris se clasificó para su segundo Gran Slam, el Open de Australía de 2019. En febrero, gracias a su victoria en el torneo de Launceston Tennis International, alcanzó el puesto 100 de la clasificación ATP. En mayo alcanzó por primera vez la segunda ronda de Roland Garros al derrotar al perdedor afortunado en la clasificación para el torneo Lukáš Rosol. Harris también entró en los torneos gran slam de Wimbledon y US Open (aquí por segunda vez). En septiembre alcanzó su primera semifinal ATP 250 en el Chengdu Open de China.

### 2020
En enero Lloyd llegó a su primera final ATP en el 2020 Adelaide International perdiendo con Andrey Rublev. Inmediatamente ocupó el ranking No. 72 de la ATP.

### 2021
En febrero Harris llegó a la tercera ronda de un grand slam, por vez primera, en el Australian Open. En marzo llegó a su primera final ATP 500, después de haberse clasificado para el torneo de Dubái, con victorias, entre otras, sobre el No. 4 ATP Dominic Thiem, el japonés Kei Nishikori y el canadiense Denis Shapovalov, No. 12 ATP. En la final cayó ante el ruso Aslan Karatsev, que no le dio opción.

### 2022
Tras un inicio de año algo flojo en el que unas molestias en la muñeca le hicieron ganar solo 7 de los 21 partidos que jugó, en junio decidió operarse de su muñeca derecha perdiéndose así todo lo que restaba de temporada.

## Títulos ATP (1; 0+1)

### Individual (0)
| Leyenda                         |
| Grand Slam (0)                  |
| ATP World Tour Finals (0)       |
| ATP World Tour Masters 1000 (0) |
| ATP World Tour 500 (0)          |
| ATP World Tour 250 (0)          |

#### Finalista (2)
| N.º | Fecha               | Torneo   | Superficie | Oponente en la final | Resultado |
| --- | ------------------- | -------- | ---------- | -------------------- | --------- |
| 1.  | 18 de enero de 2020 | Adelaida | Dura       | Andrey Rublev        | 3-6, 0-6  |
| 2.  | 20 de marzo de 2021 | Dubái    | Dura       | Aslán Karatsev       | 3-6, 2-6  |

### Dobles (1)
| Leyenda                         |
| Grand Slam (0)                  |
| ATP World Tour Finals (0)       |
| ATP World Tour Masters 1000 (0) |
| ATP World Tour 500 (0)          |
| ATP World Tour 250 (1)          |

| N.º | Fecha              | Torneo   | Superficie | Pareja       | Oponentes en la final      | Resultado |
| --- | ------------------ | -------- | ---------- | ------------ | -------------------------- | --------- |
| 1.  | 1 de julio de 2023 | Mallorca | Hierba     | Yuki Bhambri | Robin Haase Philipp Oswald | 6-3, 6-4  |

#### Finalista (1)
| N.º | Fecha                 | Torneo   | Superficie | Pareja    | Oponentes en la final        | Resultado           |
| --- | --------------------- | -------- | ---------- | --------- | ---------------------------- | ------------------- |
| 1.  | 13 de febrero de 2022 | Róterdam | Dura (i)   | Tim Puetz | Robin Haase Matwé Middelkoop | 6-4, 6-7(5), [5-10] |

## Challenger y Futures (6+13)
| Leyenda           |
| ----------------- |
| Challengers (6+1) |
| Futures (13+4)    |

### Individuales

#### Títulos (19)
| N.º | Fecha                   | Torneo        | Superficie    | Oponente                 | Resultado     |
| --- | ----------------------- | ------------- | ------------- | ------------------------ | ------------- |
| 1.  | 14 de junio de 2015     | Mozambique F2 | Dura          | Jeremy Beale             | 6-2, 6-1      |
| 2.  | 28 de junio de 2015     | Zimbabue F2   | Dura          | Tucker Vorster           | 6-1, 6-7, 6-3 |
| 3.  | 23 de agosto de 2015    | Egipto F27    | Tierra batida | Daniel Cox               | 6-2, 6-2      |
| 4.  | 22 de noviembre de 2015 | Sudáfrica F3  | Dura          | Lucas Miedler            | 6-2, 6-1      |
| 5.  | 9 de octubre de 2016    | Egipto F27    | Dura          | Andrea Vavassori         | 6-4, 6-2      |
| 6.  | 16 de octubre de 2016   | Egipto F28    | Dura          | Pablo Vivero Gonzalez    | 6-3, 6-2      |
| 7.  | 23 de octubre de 2016   | Egipto F29    | Dura          | Pablo Vivero Gonzalez    | 7-6, 4-6, 6-4 |
| 8.  | 6 de noviembre de 2016  | Sudáfrica F1  | Dura          | Alessandro Bega          | 6-4, 6-4      |
| 9.  | 13 de noviembre de 2016 | Sudáfrica F2  | Dura          | Jordi Samper-Montana     | 6-0, 6-1      |
| 10. | 20 de noviembre de 2016 | Sudáfrica F3  | Dura          | Nicolaas Scholtz         | 7-5, 6-4      |
| 11. | 4 de marzo de 2018      | Egipto F7     | Dura          | Aldin Setkic             | 6-4, 4-6, 6-4 |
| 12. | 25 de marzo de 2018     | Portugal F5   | Dura          | Roberto Ortega-Olmedo    | 4-6, 6-1, 6-0 |
| 13. | 1 de abril de 2018      | Portugal F6   | Dura          | Frederico Ferreira Silva | 7-6, 7-6      |
| 14. | 5 de agosto de 2018     | Lexington     | Dura          | Stefano Napolitano       | 6-4, 6-3      |
| 15. | 7 de octubre de 2018    | Stockton      | Dura          | Marc Polmans             | 6-2, 6-2      |
| 16. | 2 de febrero de 2019    | Launceston    | Dura          | Lorenzo Giustino         | 6-2, 6-2      |
| 17. | 21 de abril de 2024     | Gwangju       | Dura          | Bu Yunchaokete           | 6-2, 3-6, 6-4 |
| 18. | 28 de abril de 2024     | Shenzhen      | Dura          | James Duckworth          | 6-3, 6-3      |
| 19. | 9 de junio de 2024      | Surbiton      | Césped        | Leandro Riedi            | 7-6(8), 7-5   |

#### Finalista (6)
| N.º | Fecha                   | Torneo        | Superficie    | Oponente           | Resultado     |
| --- | ----------------------- | ------------- | ------------- | ------------------ | ------------- |
| 1.  | 15 de noviembre de 2015 | Sudáfrica F2  | Dura          | Lucas Miedler      | 6-7, 1-6      |
| 2.  | 12 de junio de 2016     | Mozambique F1 | Dura          | Marc Polmans       | 6-4, 2-6, 5-7 |
| 3.  | 23 de agosto de 2015    | Zimbabue      | Dura          | Marc Polmans       | 2-6, 2-6      |
| 4.  | 30 de abril de 2017     | Italia F10    | Tierra batida | Christian Lindell  | 4-6, 1-6      |
| 5.  | 28 de febrero de 2018   | Egipto F6     | Dura          | Lucas Miedler      | 3-6, 6-0, 2-6 |
| 6.  | 12 de agosto de 2018    | Aptos         | Dura          | Thanasi Kokkinakis | 2-6, 3-6      |

### Dobles

#### Títulos (5)
| N.º | Fecha                 | Torneo          | Superficie    | Compañero             | Oponentes                            | Resultado |
| --- | --------------------- | --------------- | ------------- | --------------------- | ------------------------------------ | --------- |
| 1.  | 21 de junio de 2015   | Harare          | Dura          | Nicolaas Scholtz      | Evan King Anderson Reed              | 7-5, 6-4  |
| 2.  | 23 de agosto de 2015  | Sharm El Sheikh | Tierra batida | Cameron Silverman     | Milos Sekulic Libor Salaba           | 7-6, 6-2  |
| 3.  | 23 de agosto de 2015  | Lagos           | Dura          | Karim-Mohamed Maamoun | David Pel Antal Van Der Duim         | 7-5, 7-6  |
| 4.  | 23 de octubre de 2016 | Sharm El Sheikh | Dura          | Issam Haitham Taweel  | Conor Berg Mitchell Thomas Mcdaniels | 6-1, 6-3  |
| 5.  | 29 de abril de 2018   | Anning          | Tierra batida | Aliaksandr Bury       | Mao-Xin Gong Ze Zhang                | 6-3, 6,4  |

#### Finalista (3)
| N.º | Fecha                   | Torneo          | Superficie | Compañero             | Oponentes                     | Resultado |
| --- | ----------------------- | --------------- | ---------- | --------------------- | ----------------------------- | --------- |
| 1.  | 13 de diciembre de 2015 | Lagos           | Dura       | Karim-Mohamed Maamoun | David Pel Antal Van Der Duim  | 3-6, 2-6  |
| 2.  | 23 de agosto de 2015    | Sharm El Sheikh | Dura       | Nicolaas Scholtz      | Denys Molchanov Artem Smirnov | w/o       |
| 3.  | 23 de agosto de 2015    | Vilamoura       | Dura       | Fred Gil              | Francisco Cabral Tiago Cacao  | 3-6, 2-6  |

## Clasificación histórica

### Singles
| Grand Slam |              |              |       |       |       |       |
| Abierto de Australia | A            | A            | A     | 0 / 0 | 0–0   | –     |
| Roland Garros | A            | A            | Q1    | 0 / 0 | 0–0   | –     |
| Wimbledon | A            | A            | Q1    | 0 / 0 | 0–0   | –     |
| US Open | A            | A            | 1R    | 0 / 1 | 0–1   | –     |
| Ganados–Perdidos | 0–0          | 0–0          | 0–1   | 0 / 1 | 0–1   | –     |
| Torneo de maestros |              |              |       |       |       |       |
| ATP World Tour Finals | No clasificó | No clasificó |       | 0 / 0 | 0–0   | –     |
| ATP World Tour Masters 1000 |              |              |       |       |       |       |
| Indian Wells | A            | A            | A     | 0 / 0 | 0–0   | –     |
| Miami | A            | A            | A     | 0 / 0 | 0–0   | –     |
| Montecarlo | A            | A            | A     | 0 / 0 | 0–0   | –     |
| Madrid | A            | A            | A     | 0 / 0 | 0–0   | –     |
| Roma | A            | A            | A     | 0 / 0 | 0–0   | –     |
| Canadá | A            | Q1           | A     | 0 / 0 | 0–0   | –     |
| Cincinnati | A            | A            | A     | 0 / 0 | 0–0   | –     |
| Shanghái | A            | A            |       | 0 / 0 | 0–0   | –     |
| París | A            | A            |       | 0 / 0 | 0–0   | –     |
| Ganados–Perdidos | 0–0          | 0–0          | 0–0   | 0 / 0 | 0–0   | –     |
| Representación nacional |              |              |       |       |       |       |
| Juegos Olímpicos | A            | ND           | ND    | 0 / 0 | 0–0   | –     |
| Copa Davis | Z-EA2        | Z-EA2        | Z-EA1 | 0 / 0 | 9–3   | 75%   |
| Estadísticas |              |              |       |       |       |       |
| | 2016         | 2017         | 2018  | Total | Total | Total |
| Torneos disputados | 1            | 3            | 2     | 6     | 6     | 6     |
| Títulos | 0            | 0            | 0     | 0     | 0     | 0     |
| Finales | 0            | 0            | 0     | 0     | 0     | 0     |
| G-P en Hard | 2–2          | 6–1          | 1–2   | 0 / 0 | 9–5   | 64%   |
| G-P en Arcilla | 0–0          | 0–0          | 0–0   | 0 / 0 | 0–0   | –     |
| G-P en césped | 0–0          | 0–1          | 0–0   | 0 / 0 | 0–1   | –     |
| En general G-P | 2–2          | 6–2          | 1–2   | 9–6   | 9–6   | 9–6   |
| Victorias % | 50%          | 80%          | 33%   | 60%   | 60%   | 60%   |
| Ranking ATP de fin de año | 284          | 291          |       |       |       |       |
| Leyenda: G: Torneo ganado; F: Finalista; SF: Semifinalista; CF: Cuartos de final; R:Rondas previas; PO: Repesca; A: Ausente; G-P: Ganados-Perdidos; ND: No disputado. |              |              |       |       |       |       |

### Dobles
| Grand Slam |              |              |              |              |       |       |        |        |        |
| Abierto de Australia | A            | A            | 0 / 3        | 4–3          | 57%   |       |        |        |        |
| Roland Garros | A            | A            | Q2           | 3R           | 1R    | CF    | 0 / 3  | 6–3    | 67%    |
| Wimbledon | A            | A            | 2R           | 3R           | 4R    | 3R    | 0 / 4  | 8–4    | 67%    |
| US Open | A            | Q2           | 1R           | 2R           | 2R    |       | 0 / 3  | 2–3    | 40%    |
| Ganados–Perdidos | 0–0          | 0–0          | 1–2          | 5–4          | 6–4   | 8–3   | 0 / 13 | 20–13  | 61%    |
| Torneo de maestros |              |              |              |              |       |       |        |        |        |
| ATP World Tour Finals | No clasificó | No clasificó | No clasificó | No clasificó | RR    |       | 0 / 1  | 1–2    | 33%    |
| ATP World Tour Masters 1000 |              |              |              |              |       |       |        |        |        |
| Indian Wells | A            | A            | Q1           | 4R           | 3R    | 2R    | 0 / 3  | 4–3    | 57%    |
| Miami | A            | A            | 2R           | 2R           | CF    | F     | 0 / 4  | 10–4   | 71%    |
| Montecarlo | A            | A            | A            | 2R           | 3R    | SF    | 0 / 3  | 6–3    | 67%    |
| Madrid | A            | A            | A            | A            | CF    | G     | 1 / 2  | 8–1    | 89%    |
| Roma | A            | A            | A            | 2R           | G     | F     | 1 / 3  | 11–2   | 85%    |
| Canadá | A            | A            | A            | 1R           | G     | CF    | 1 / 3  | 7–2    | 84%    |
| Cincinnati | A            | Q1           | 1R           | 1R           | 2R    | 2R    | 0 / 4  | 0–4    | 0%     |
| Shanghái | A            | A            | A            | 3R           | 3R    |       | 0 / 2  | 3–2    | 60%    |
| París | A            | A            | A            | A            | 2R    |       | 0 / 1  | 0–1    | 0%     |
| Ganados–Perdidos | 0–0          | 0–0          | 1–2          | 8–7          | 21–7  | 19–5  | 3 / 24 | 49–21  | 70%    |
| Representación nacional |              |              |              |              |       |       |        |        |        |
| Juegos Olímpicos | No disputado | No disputado | No disputado | A            | ND    | ND    | 0 / 0  | 0–0    | –      |
| Copa Davis | A            | A            | A            | 1R           | 1R    | CF    | 0 / 3  | 4–4    | 50%    |
| Estadísticas |              |              |              |              |       |       |        |        |        |
| | 2013         | 2014         | 2015         | 2016         | 2017  | 2018  | Total  | Total  | Total  |
| Torneos disputados | 1            | 6            | 17           | 23           | 25    | 13    | 85     | 85     | 85     |
| Títulos | 0            | 0            | 0            | 1            | 5     | 3     | 9      | 9      | 9      |
| Finales | 0            | 0            | 0            | 3            | 6     | 5     | 14     | 14     | 14     |
| G-P en Hard | 0–0          | 0–1          | 5–10         | 25–15        | 30–15 | 20–6  | 5 / 48 | 80–47  | 64%    |
| G-P en Arcilla | 0–1          | 4–5          | 4–3          | 13–7         | 16–4  | 21–4  | 4 / 27 | 58–24  | 71%    |
| G-P en césped | 0–0          | 0–0          | 5–4          | 6–2          | 9–3   | 2–2   | 0 / 11 | 22–11  | 67%    |
| En general G-P | 0–1          | 4–6          | 14–17        | 44–24        | 55–22 | 43–12 | 160–82 | 160–82 | 160–82 |
| Victorias % | 0%           | 40%          | 45%          | 65%          | 71%   | 79%   | 66%    | 66%    | 66%    |
| Ranking ATP de fin de año | 809          | 136          | 83           | 24           | 4     |       |        |        |        |
| Leyenda: G: Torneo ganado; F: Finalista; SF: Semifinalista; CF: Cuartos de final; R:Rondas previas; PO: Repesca; A: Ausente; G-P: Ganados-Perdidos; ND: No disputado. |              |              |              |              |       |       |        |        |        |